# Đề cương các chủ đề kinh tế học

Các lớp học về kinh tế sử dụng rộng rãi các biểu đồ cung và cầu như biểu đồ này để dạy về thị trường. Trong đồ thị này, S và D là cung và cầu còn P và Q là giá và số lượng.

Đề cương sau đây được cung cấp một cái nhìn tổng quan và hướng dẫn chuyên đề về kinh tế học:
Kinh tế học – phân tích việc sản xuất, phân phối và tiêu thụ hàng hóa và dịch vụ. Nó nhằm mục đích giải thích cách thức hoạt động của nền kinh tế và cách các tác nhân kinh tế tương tác.

## Mô tả kinh tế học
Kinh tế học có thể được mô tả trong những điều sau:
- Đại cương học thuật – khối kiến thức được một người học (sinh viên) truyền đạt hoặc tiếp nhận; một ngành hoặc lĩnh vực kiến thức hoặc lĩnh vực nghiên cứu mà một cá nhân đã chọn để chuyên sâu.
- Lĩnh vực khoa học – danh mục chuyên môn được công nhận rộng rãi trong khoa học và thường bao gồm thuật ngữ và danh pháp riêng của nó. Một lĩnh vực như vậy thường sẽ được đại diện bởi một hoặc nhiều tạp chí khoa học, nơi công bố nghiên cứu được bình duyệt. Có rất nhiều tạp chí khoa học liên quan đến kinh tế.
- Khoa học xã hội – lĩnh vực học thuật học thuật khám phá các khía cạnh của xã hội loài người.

## Các nhánh của kinh tế học
- Kinh tế học vĩ mô – nhánh kinh tế học liên quan đến hoạt động, cấu trúc, hành vi và việc ra quyết định của một nền kinh tế nói chung, chứ không phải thị trường riêng lẻ.
- Kinh tế học vi mô – nhánh kinh tế học nghiên cứu hành vi của các cá nhân và doanh nghiệp trong việc đưa ra các quyết định liên quan đến việc phân bổ các nguồn lực hạn chế.

### Các chuyên ngành kinh tế học
- Kinh tế học nông nghiệp
- Kinh tế học sức chú ý
- Kinh tế học hành vi
- Kinh tế học cổ điển
- Hệ thống kinh tế so sánh
- Lý thuyết hợp đồng
- Kinh tế văn hóa
- Kinh tế nhân khẩu học
- Kinh tế học phát triển
- Kinh tế học sinh thái
- Kinh tế lượng
- Nhân học kinh tế
- Phát triển kinh tế
- Địa lý kinh tế
- Lịch sử kinh tế
- Xã hội học kinh tế
- Kinh tế học hôn nhân
- Kinh tế học giáo dục
- Kinh tế học năng lượng
- Kinh tế học kỹ thuật
- Kinh tế học kinh doanh
- Kinh học môi trường
- Kinh tế học gia đình
- Kinh tế học nữ quyền
- Kinh tế học tài chính
- Chủ nghĩa George
- Kinh tế xanh
- Kinh tế học sức khỏe
- Tổ chức công nghiệp
- Kinh tế học thông tin
- Kinh tế học quốc tế
- Kinh tế học thể chế
- Kinh tế học nhân lực
- Luật pháp và kinh tế
- Kinh tế học quản lý
- Toán kinh tế
- Kinh tế học tiền tệ
- Tài chính công
- Kinh tế học công cộng
- Kinh tế học bất động sản
- Kinh tế học khu vực
- Khoa học khu vực
- Kinh tế học tài nguyên
- Kinh tế học nông thôn
- Kinh tế học xã hội chủ nghĩa
- Kinh tế học đô thị
- Kinh tế học phúc lợi

### Phương pháp luận hoặc phương pháp tiếp cận
- Kinh tế học hành vi
- Kinh tế học cổ điển
- Kinh tế học tính toán
- Kinh tế lượng
- Kinh tế học tiến hóa
- Kinh tế học thực nghiệm
- Hành vi học (được sử dụng bởi Trường phái kinh tế học Áo)
- Tâm lý học xã hội

### Các lĩnh vực đa ngành liên quan đến kinh tế
- Kinh tế học sinh học
- Kinh tế học hiến pháp
- Vật lý kinh tế
- Kinh tế học chính trị thể chế
- Kinh tế thần kinh học
- Kinh tế chính trị
- Kinh tế xã hội
- Kinh tế học nhiệt
- Kinh tế học vận tải

## Các loại kinh tế
Nền kinh tế – hệ thống các hoạt động của con người liên quan đến sản xuất, phân phối, trao đổi và tiêu thụ hàng hóa và dịch vụ của một quốc gia hoặc khu vực khác.

### Kinh tế theo cấu trúc chính trị và hệ tư tưởng xã hội
- Hệ tư tưởng kinh tế
  - Kinh tế tư bản chủ nghĩa
  - Kinh tế kế hoạch
  - Kinh tế tiêu dùng (chủ nghĩa xã hội tiêu dùng)
  - Kinh tế doanh nghiệp
  - Kinh tế phát xít
  - Laissez-faire
  - Chủ nghĩa trọng thương
  - Kinh tế tự nhiên
  - Chủ nghĩa cộng sản nguyên thủy
  - Kinh tế thị trường xã hội
  - Kinh tế xã hội chủ nghĩa

### Kinh tế theo phạm vi
- Kinh tế Anglo-Saxon
- Trường phái Mỹ
- Kinh tế săn bắn hái lượm
- Kinh tế thông tin
- Kinh tế công nghiệp mới
- Kinh tế cung điện
- Kinh tế đồn điền
- Kinh tế mã hóa
- Kinh tế truyền thống
- Kinh tế chuyển đổi
- Kinh tế thế giới

### Knh tế theo quy định
- Kinh tế đóng
- Kinh tế kép
- Kinh tế quà tặng
- Kinh tế phi chính thức
- Kinh tế thị trường
- Kinh tế hỗn hợp
- Kinh tế mở
- Kinh tế tham gia
- Kinh tế kế hoạch
- Kinh tế tự cung tự cấp
- Kinh tế ngầm
- Kinh tế ảo

## Các yếu tố kinh tế

### Hoạt động kinh tế
- Kinh doanh
  - Chu kỳ kinh doanh
- Hành vi tập thể
- Thương mại
- Cạnh tranh
- Tiêu dùng
- Phân phối
- Thuê lao động
- Khởi sự doanh nghiệp
- Xuất khẩu
- Tài chính
- Chi tiêu chính phủ
- Nhập khẩu
- Đầu tư
- Sáp nhập và mua lại
- Định giá
  - Định giá địa lý
- Sản xuất
- Thương mại
  - Cán cân thương mại
  - Thương mại công bằng
  - Thương mại tự do
  - Thương mại quốc tế
  - Thương mại an toàn
  - Thuế, thuế quan và thương mại
  - Giá cánh kéo
  - Khối thương mại
  - Hiệp định thương mại
  - Đạo đức giao dịch

### Lực lượng kinh tế
- Tổng cầu
- Tổng cung
- Giảm phát
- Hoạt động kinh tế (xem ở trên)
- Kinh tế kết tụ
- Kinh tế quy mô
- Kinh tế phạm vi
- Incentive
- Lạm phát
  - Siêu lạm phát
- Bàn tay vô hình
- Lựa chọn
- Động cơ lợi nhuận

#### Vấn đề kinh tế
- Suy sụp kinh tế
- Cuộc khủng hoảng tài chính
- Siêu lạm phát
- Nghèo nàn
- Suy thoái
  - Danh sách các cuộc suy thoái kinh tế
- Lạm phát đình trệ
- Nạn thất nghiệp

#### Xu hướng và ảnh hưởng
- Phi tập trung hóa
- Toàn cầu hóa
- Công nghiệp hóa
- Quốc tế hóa và đia phương hóa

### Các biện pháp kinh tế
- Chỉ số giá tiêu dùng
- Chỉ báo kinh tế
- Chỉ số phát triển con người
- Các thước đo thu nhập và sản lượng quốc dân
  - Tổng sản phẩm quốc nội
    - Tổng sản phẩm quốc nội tự nhiên

  - Tổng sản phẩm quốc gia
  - Thu nhập quốc dân
  - Thu nhập quốc dân ròng
- Mức nghèo
- Tiêu chuẩn của cuộc sống
- Chỉ số phát triển con người của LHQ
- Giá trị
  - Lý thuyết giá trị sản xuất chi phí sản xuất
  - Lý thuyết giá trị lao động
  - Giá trị thặng dư
  - Giá trị thời gian của tiền
  - Giá trị gia tăng
  - Giá trị của Trái đất
  - Giá trị của cuộc sống
- Đo lường chất lượng cuộc sống
- Thời gian làm việc

### Những người tham gia kinh tế
- Nhà tuyển dụng
- Nhân viên
- Doanh nhân
- Ngân hàng trung ương
- Lao động sinh sản

### Chính trị kinh tế
- Chống độc quyền
- Thỏa thuận cạnh tranh
- Độc quyền do chính phủ cấp
- Reaganomics
- Thuế
  - Thuế thu nhập
  - Thuế giá trị đất
  - Thuế doanh thu
  - Thuế quan
  - Thuế, thuế quan và thương mại
  - Thuế giá trị gia tăng

#### Chính sách kinh tế
Chính sách kinh tế
- Chính sách nông nghiệp
- Chính sách tài khóa
- Chính sách thu nhập
  - Kiểm soát giá cả
    - Giá trần
      - Kiểm soát thuê mướn

    - Giá sàn
      - Lương tối thiểu
- Chính sách công nghiệp
- Phát triển dựa trên cơ sở hạ tầng
- Chính sách đầu tư
- Chính sách tiền tệ
  - Thiếu phát
  - Mục tiêu lạm phát
  - Diều hâu và bồ câu tiền tệ
  - Cải cách tiền tệ
  - Nới lỏng định lượng
  - Tăng phát
- Chính sách hỗn hợp – sự kết hợp giữa chính sách tiền tệ và chính sách tài khóa của một quốc gia. Hai kênh này ảnh hưởng đến tăng trưởng và việc làm, và thường được xác định bởi ngân hàng trung ương và chính phủ (ví dụ: Quốc hội Hoa Kỳ) tương ứng.
- Chính sách ổn định
- Chính sách thuế

### Cơ sở hạ tầng
Cơ sở hạ tầng

### Thị trường
Thị trường

#### Các loại thị trường
- Chợ đen
- Thị trường hàng hóa
- Thị trường tài chính
  - Thị trường trái phiếu
  - Thị trường tiền tệ
  - Thị trường giao ngay
  - Thị trường thứ cấp
  - Thị trường thứ ba
  - Thị trường thứ tư
  - Thị trường chứng khoán
- Thị trường tự do
- Thị trường lao động
- Thị trường đại chúng
- Thị trường truyền thông
- Thị trường kiểm soát

#### Các khía cạnh của thị trường
- Thất bại thị trường
- Sức mạnh thị trường
- Thị phần
- Cơ cấu thị trường
- Hệ thống thị trường
- Thị trường minh bạch
- Xu hướng thị trường
- Sự thống trị thị trường

#### Các hình thức thị trường
Hình thức thị trường
- Cạnh tranh hoàn hảo, trong đó thị trường bao gồm một số lượng rất lớn các công ty sản xuất một sản phẩm đồng nhất.
- Cạnh tranh độc quyền, còn gọi là thị trường cạnh tranh, trong đó có một số lượng lớn các công ty độc lập chiếm một tỷ trọng rất nhỏ trên thị trường.
- Độc quyền bán, nơi chỉ có một nhà cung cấp sản phẩm hoặc dịch vụ.
- Độc quyền mua, khi chỉ có một người mua trên thị trường.
- Độc quyền tự nhiên, độc quyền trong đó tính kinh tế theo quy mô làm cho hiệu quả tăng liên tục theo quy mô của doanh nghiệp.
- Oligopoly, trong đó một thị trường bị chi phối bởi một số ít các công ty chiếm hơn 40% thị phần.
- Oligopsony, một thị trường được thống trị bởi nhiều người bán và một số ít người mua.

#### Các hoạt động định hướng thị trường
- Phân tích thị trường
- Marketing
  - Phân khúc thị trường
- Thông tin thị trường
- Nghiên cứu thị trường

### Tiền tệ
Tiền
- Tiền tệ
  - Tiền tệ cộng đồng
  - Đô la Mỹ
  - Nội tệ
  - Tiền tệ dầu mỏ
  - Tiền dự trữ
  - Tiền tệ dựa trên thời gian
  - Yên Nhật
- Cải cách tiền tệ
- Hệ thống tiền tệ
- Cung ứng tiền tệ

### Tài nguyên

#### Quản lý nguồn tài nguyên
Quản lý tài nguyên
- Quản lý tài nguyên thiên nhiên
- Phân bổ nguồn lực

#### Các yếu tố sản xuất
Các yếu tố sản xuất

##### Đất
Đất
- Tài nguyên thiên nhiên

##### Nhân công
- Phân công lao động

##### Vốn tư bản
Tư bản
- Tài sản vốn
- Cường độ vốn
- Vốn tài chính
- Vốn con người
- Vốn cá nhân
- Vốn tự nhiên
- Vốn xã hội
- Sự giàu có

## Lý thuyết kinh tế
- Lý thuyết tiêu dùng
- Lý thuyết tiền công hiệu quả
- Lý thuyết thị trường hiệu quả
- Chủ nghĩa cận biên
- Lý thuyết triển vọng
- Lý thuyết lựa chọn công cộng
- Lý thuyết lựa chọn hợp lý

### Hệ tư tưởng kinh tế
- Chủ nghĩa tiêu dùng
- Chủ nghĩa tiền tệ
- Chủ nghĩa sản xuất
- Chủ nghĩa vị lợi

## Lịch sử kinh tế học

### Lịch sử tư tưởng kinh tế
Lịch sử tư tưởng kinh tế
- Tư tưởng kinh tế cổ đại
  - Aristotle
    - Nicomachean Ethics
- Kinh tế học của Thời đại Khai Sáng
- Chủ nghĩa trọng thương
  - Khai sáng Anh
    - John Locke
    - Dudley North
    - David Hume

  - Khai sáng Pháp: Chế độ trọng nông
    - François Quesnay
      - Tableau économique
      - Anne Robert Jacques Turgot
      - Reflections on the Formation and Distribution of Wealth
- Kinh tế học cổ điển, kinh tế chính trị
  - Adam Smith
    - Sự thịnh vượng của các quốc gia

  - David Ricardo
- Kinh tế xã hội chủ nghĩa
  - Kinh tế học Mác-Lênin
    - Học thuyết giá trị lao động

  - Kinh tế học vô chính phủ
- Trường phái kinh tế học Áo
  - Carl Menger
  - Friedrich von Hayek
  - Ludwig von Mises
- Kinh tế học tân cổ điển
  - Léon Walras
  - John Bates Clark
  - Alfred Marshall
- Kinh tế học Keynes
  - John Maynard Keynes
    - Tranh cãi về vốn Cambridge
- Kinh tế học Neo-Keynesian
  - Paul Samuelson
  - John Hicks (nhà kinh tế học)
    - Neoclassical synthesis
- Kinh tế học hậu Keynes
  - Hyman Minsky
  - Joan Robinson
  - Michał Kalecki
- Kinh tế học Keynes mới
- Trường phái kinh tế học Chicago
  - Milton Friedman
    - Chủ nghĩa tiền tệ

### Lịch sử kinh tế
Lịch sử kinh tế
- Sự kiện kinh tế
  - Lịch sử kinh tế thế giới
    - Kinh tế thời kỳ Trung Cổ: chế độ phong kiến và chế độ trang viên
    - Kinh tế học thời kỳ Phục hưng: Chủ nghĩa trọng thương
    - Cuộc cách mạng công nghiệp
    - Lịch sử kinh tế Chiến tranh thế giới thứ nhất

  - Nixon shock
- Lịch sử kinh tế theo khu vực
  - Lịch sử kinh tế của Châu Phi
    - Lịch sử kinh tế Maroc
    - Lịch sử kinh tế Nigeria
    - Lịch sử kinh tế Somalia
    - Lịch sử kinh tế Nam Phi
    - Lịch sử kinh tế Zimbabwe

  - Lịch sử kinh tế thế giới Ả Rập
  - Lịch sử kinh tế Châu Á
    - Lịch sử kinh tế Campuchia
    - Lịch sử kinh tế Trung Quốc
      - Lịch sử kinh tế Trung Quốc trước năm 1912
      - Lịch sử kinh tế Trung Quốc (1912–1949)
      - Lịch sử kinh tế Trung Quốc (1949 – nay)
      - Lịch sử kinh tế Trung Hoa Dân Quốc

    - Lịch sử kinh tế Ấn Độ
    - Lịch sử kinh tế Indonesia
    - Lịch sử kinh tế Iran
    - Lịch sử kinh tế Nhật Bản
    - Lịch sử kinh tế Malaysia
    - Lịch sử kinh tế Pakistan
    - Lịch sử kinh tế Đài Loan
    - Lịch sử kinh tế Thổ Nhĩ Kỳ
      - Lịch sử kinh tế Đế chế Ottoman

    - Lịch sử kinh tế Việt Nam
    - Lịch sử kinh tế Philippines

  - Lịch sử kinh tế Úc
  - Lịch sử kinh tế Châu Âu
    - Lịch sử kinh tế Pháp
    - Lịch sử kinh tế Đức
      - Lịch sử kinh tế thống nhất nước Đức

    - Lịch sử kinh tế Hy Lạp và thế giới Hy Lạp
    - Lịch sử kinh tế Iceland
    - Lịch sử kinh tế Ireland
    - Lịch sử kinh tế Ý
    - Lịch sử kinh tế Bồ Đào Nha
    - Lịch sử kinh tế Scotland
    - Lịch sử kinh tế Tây Ban Nha
    - Lịch sử kinh tế Thụy Điển
    - Lịch sử kinh tế Venice
    - Lịch sử kinh tế Hà Lan (1500–1815)
    - Lịch sử kinh tế Cộng hòa Ireland
    - Lịch sử kinh tế Liên bang Nga
    - Lịch sử kinh tế Vương quốc Anh

  - Lịch sử kinh tế Bắc Mỹ
    - Lịch sử kinh tế Canada
    - Lịch sử kinh tế Mexico
    - Lịch sử kinh tế Hoa Kỳ

  - Lịch sử kinh tế của Trung Mỹ
    - Lịch sử kinh tế Nicaragua

  - Lịch sử kinh tế Nam Mỹ
    - Lịch sử kinh tế Argentina
    - Lịch sử kinh tế Brasil
    - Lịch sử kinh tế Chile
    - Lịch sử kinh tế Colombia
    - Lịch sử kinh tếEcuador
    - Lịch sử kinh tế Peru
- Lịch sử kinh tế theo chủ đề
  - Lịch sử ngân hàng
  - Lịch sử tiền tệ
  - Lịch sử thị trường chứng khoán

## Các khái niệm kinh tế tổng quát
- Ricardian economics
- Kinh tế học Keynes
- Kinh tế học cổ điển
- Neo-Keynesian economics
- Kinh tế học tân cổ điển
- Kinh tế học vĩ mô cổ điển mới
- Kinh tế học Keynes mới
- Participatory economics
- Home economics
- Vật phẩm
  - Complement good
  - Coordination good
  - Free goods
  - Hàng hóa thứ cấp
  - Hàng hóa thông thường
  - Hàng hóa công cộng
  - Sản phẩm thay thế
- Chủ nghĩa
  - Chủ nghĩa tư bản
    - Natural Capitalism

  - Economic subjectivism
  - Chủ nghĩa xã hội
- Modern portfolio theory
- Lý thuyết trò chơi
- Human development theory
- Sản xuất
- Time preference theory of interest
- Agent
- Kiếm lời chênh lệch giá
- Big Mac Index
- Big push model
- Cash crop
- Kinh tế Canada
- Giả thuyết hội tụ
- Trường phái kinh tế học Chicago
- Collusion
- Hàng hóa toàn cầu
- Lợi thế so sánh
- Competitive advantage
- Consumer and producer surplus
- Chi phí
  - Phân tích chi phí - lợi ích
  - Cost-of-living index
- Nợ
- Devaluation
- Disposable income
- Kinh tế
  - Dữ liệu kinh tế
  - Hiệu quả kinh tế
  - Tăng trưởng kinh tế
  - Toàn cầu hóa kinh tế
  - Lợi nhuận
  - Mô hình kinh tế
  - Economic reports
  - Hệ thống kinh tế
- Dịch vụ hệ sinh thái
- Độ co giãn của cầu
- Environmental finance
- Euro
- Event study
- Experience economy
- Ảnh hưởng ngoại lai
- Factor price equalization
- Cục Dự trữ Liên bang (Hoa Kỳ)
- Công cụ tài chính
- Fiscal neutrality
- Full-reserve banking
- Lý thuyết cân bằng tổng thể
- Bản vị vàng
- Công nghiệp hóa thay thế nhập khẩu
- Thu nhập (định hướng)
- Income elasticity of demand
- Income velocity of money
- Induced demand
- Lý thuyết tổ chức ngành
- Input-output model
- Lãi
- John Maynard Keynes
- Kinh tế tri thức
- Laissez-faire
- Đất (kinh tế học)
- Living wage
- Local purchasing
- Đường cong Lorenz
- Thỏa dụng biên
- Tư liệu sản xuất
- Mental accounting
- Giả thuyết chi phí thực đơn
- Missing market
- Mô hình kinh tế
- Mô hình kinh tế vĩ mô
- Monopoly profit
- Rủi ro đạo đức
- Moral purchasing
- Số nhân (kinh tế học)
- Mô hình Solow–Swan
- Network effect
- Network externality
- Vận trù học
- Chi phí cơ hội
- Output
- Parable of the broken window
- Hiệu quả Pareto
- Giá cả
- Price discrimination
- Price elasticity of demand
- Price points
- Outline of industrial organization
- Hàm sản xuất
- Năng suất lao động
- Lợi nhuận
- Tối đa hóa lợi nhuận
- Public bad
- Nợ chính phủ
- Sức mua tương đương
- Rahn curve
- Rate of return pricing
- Kỳ vọng hợp lý
- Rational pricing
- Lý thuyết chu kỳ kinh tế thực
- Giá trị thật và giá trị danh nghĩa
- Phân tích hồi quy
- Hiệu suất thay đổi theo quy mô
- Risk premium
- Tiết kiệm
- Sự khan hiếm
- Seven-generation sustainability
- Nô lệ
- Social cost
- Social credit
- Phúc lợi xã hội
- Sàn giao dịch chứng khoán
- Subsidy
- Nông nghiệp tự cung tự cấp
- Chi phí chìm
- Nguyên lý cung - cầu
- Kinh tế học trọng cung
- Sustainable competitive advantage
- Phát triển bền vững
- Sweatshop
- Cơ cấu công nghệ
- The Theory of Moral Sentiments by Adam Smith
- Transaction cost
- Triple bottom line
- Trust
- Thỏa dụng
- Tối đa hóa thỏa dụng
- Uneconomic growth
- Nợ công Hoa Kỳ
- Virtuous circle and vicious circle
- Tiền công
- X-efficiency
- Yield
- Trò chơi có tổng bằng không

## Tổ chức kinh tế
- Hiệp hội Kinh tế Hoa Kỳ
- Viện Nghiên cứu Kinh tế Hoa Kỳ
- Hiệp hội Luật và Kinh tế Hoa Kỳ
- Hiệp hội Nghiên cứu Kinh tế So sánh
- Hiệp hội Kinh tế học Tiến hóa
- Hiệp hội Kinh tế Xã hội
- Hiệp hội Kinh tế Canada
- Trung tâm Nghiên cứu Chính sách Kinh tế
- Trung tâm Nghiên cứu Kinh tế Trung Quốc
- Hiệp hội Kinh tế Đông phương
- Hội Kinh tế lượng
- Hiệp hội Kinh tế Châu Âu
- Hiệp hội Kinh tế Nữ quyền Quốc tế
- Hiệp hội Kinh tế quốc tế
- Hiệp hội Kinh tế Mỹ Latinh và Caribe
- Hiệp hội Kinh tế Kinh doanh Quốc gia
- Cục Nghiên cứu Kinh tế Quốc gia Hoa Kỳ
- Hiệp hội Kinh tế Hoàng gia Anh
- Hiệp hội kinh tế phía Nam
- Western Economic Association International

## Ấn phẩm kinh tế
- Danh sách các tạp chí kinh tế
- Danh sách các ấn phẩm quan trọng trong kinh tế học

## Những người có ảnh hưởng trong lĩnh vực kinh tế
- Danh sách các nhà kinh tế học

### Các nhà sử học kinh tế đoạt giải thưởng Nobel
- Milton Friedman đã giành được Giải thưởng Tưởng niệm Nobel về Kinh tế năm 1976 vì "những thành tựu của ông trong các lĩnh vực phân tích tiêu dùng, lịch sử tiền tệ và lý thuyết cũng như chứng minh về sự phức tạp của chính sách bình ổn".
- Robert Fogel và Douglass North đã giành được giải thưởng Nobel năm 1993 vì đã "đổi mới nghiên cứu trong lịch sử kinh tế bằng cách áp dụng lý thuyết kinh tế và các phương pháp định lượng để giải thích sự thay đổi kinh tế và thể chế".
- Merton Miller, người bắt đầu sự nghiệp học tập của mình với việc giảng dạy lịch sử kinh tế tại LSE, đã giành được giải thưởng Nobel tưởng niệm vào năm 1990 cùng với Harry Markowitz và William F. Sharpe.

#### Các nhà sử học kinh tế đáng chú ý khác
- Moses Abramovitz
- T. S. Ashton
- Roger E. Backhouse
- Correlli Barnett
- Jörg Baten
- Maxine Berg
- Ben Bernanke
- Fernand Braudel
- Rondo Cameron
- Sydney Checkland
- Carlo M. Cipolla
- Gregory Clark
- Thomas C. Cochran
- Nicholas Crafts
- Louis Cullen
- Peter Davies
- Brad DeLong
- Barry Eichengreen
- Stanley Engerman
- Charles Feinstein
- Niall Ferguson
- Ronald Findlay
- Roderick Floud
- Claudia Goldin
- John Habakkuk
- Earl J. Hamilton
- Eli Heckscher
- Eric Hobsbawm
- Leo Huberman
- Thomas M. Humphrey
- Harold James
- Ibn Khaldun
- Charles P. Kindleberger
- John Komlos
- Emmanuel Le Roy Ladurie
- David Laidler
- David Landes
- Tim Leunig
- Friedrich List
- Robert Sabatino Lopez
- Angus Maddison
- Karl Marx
- Peter Mathias
- Ellen McArthur
- Deirdre McCloskey
- Joel Mokyr
- Cormac Ó Gráda
- Henri Pirenne
- Karl Polanyi
- Erik S. Reinert
- Christina Romer
- W. W. Rostow
- Murray Rothbard
- Larry Schweikart
- Ram Sharan Sharma
- Adam Smith
- Anna Jacobson Schwartz
- Robert Skidelsky
- Graeme Snooks
- R. H. Tawney
- Peter Temin
- Richard Timberlake
- Adam Tooze
- Eberhard Wächtler
- Jeffrey Williamson
- Tony Wrigley